# Leopoldo Ferri
Leopoldo Ferri (Padova, 13 agosto 1877 – Torreglia, 22 luglio 1937) è stato un politico italiano, sindaco di Padova e Deputato del Regno d'Italia.

## Biografia
Nato a Padova. Laureato in Giurisprudenza, è avvocato ed è stato sindaco della Città di Padova dal 1912 al 1919. Inoltre è stato Deputato del Regno d'Italia dal 1921 al 1924.
È morto all'età di 59 anni il 22 luglio 1937.